# اچ‌تی‌ام‌اس کرابی
اچ‌تی‌ام‌اس کرابی (به انگلیسی: HTMS Krabi) یک کشتی است که طول آن ۹۰٫۵ متر (۲۹۷ فوت) می‌باشد. این کشتی در سال ۲۰۱۱ ساخته شد.